# GLP (企業)
GLP（Global Logistic Properties ジーエルピー）は、主に物流不動産の開発（デベロッパー）、管理、運用（ファンドマネジメント）をし、不動産、インフラ、金融、テクノロジーを投資対象とする世界的な投資会社。2009年、ソブリン・ウエルス・ファンドであるシンガポール政府投資公社によって設立された。
日本、米国、欧州、アジアの世界17か国で事業展開しており、不動産・プライベートエクイティファンド（PE）で、グローバルに1,000億ドル超の資産を運用する。
ブランドスローガンは「Beyond The Best」

## 概要
GLPは、グローバル物流不動産市場における最大級の先進的物流施設プロバイダーおよび投資マネージャーである。3PL、EC大手、小売り、食品、アパレル、メーカー（自動車、エレクトロニクス他）、医療をはじめ、AmazonやJD.comなど世界的なeコマース企業にサービスを提供。GLP保有物件の入居テナント数は1,800社超である。プライベートエクイティビジネスでロボット工学、自動化、ビッグデータ、テクノロジー分野など「物流テック」企業へ投資を行なう。

### 沿革
- 2009年、グローバル・ロジスティック・プロパティーズ(Global Logistic Properties)としてシンガポール政府投資公社(GIC)等により設立。
- 2010年、シンガポール証券取引所（SGX）に上場。不動産会社として史上最大規模のIPO[2]。
- 2012年、GIC、CIC、CPPIBと、ブラジルの物流施設を約14.5億ドルで購入[3]。日本の東京証券取引所にて、J-REITの「GLP投資法人」が約13億ドルで上場、同セクターで日本最大のIPOとなった[3]。
- 2015年、IndCor Properties Inc.の物流ポートフォリオを約46億ドルで買収、米国で2番目に大きな物流不動産の所有者となった[4]。
- 2017年、欧州と北米に物流施設を有するGazeleyを買収[5]。
- 2018年、SGXより非上場化され、商号はGLPに変更。運用資産約16億ドルのプライベートエクイティファンド「Hidden Hill Modern Logistics Private Equity Fund」を設立、ロボット工学、自動化、ビッグデータ、テクノロジーソリューションへの投資を実施[6]。
- 2019年、ブラックストーンに米国の物流施設を187億ドルで売却、史上最大の民間不動産取引とされている[7]。
- 2020年、プライベートエクイティに関し、GLPとゴールデン・リンカーン・ホールディングスが、消費財サプライヤーLi & Fungを9 億 3,000 万ドルで取得[8]。

## 日本法人(日本GLP)
日本GLP株式会社はGLPの日本法人で、日本における物流業界首位。ユーロマネー誌「産業・物流施設デベロッパー最優秀賞」で7年連続受賞。
「GLP」「ALFALINK」ブランドの先進的物流施設を開発。全国で約130棟、約980万㎡の施設を開発(2021年3月末)。
日本のファンドマネジメント事業における運用資産額は約2兆5,000億円(2021年3月現在)。

### 沿革
- 2009年3月、GLプロパティーズ株式会社として設立、プロロジスが保有する物流施設の大半を引き継いだ[13]。
- 2011年2月、GLPジャパン・アドバイザーズ株式会社設立。
- 2011年8月、CPPIB(カナダ年金基金)と物流開発パートナーシップの合弁事業「GLPジャパン・デベロップメント・ベンチャー」設立[14]。
- 2011年12月、CICとの合弁事業「GLPジャパン・インカム・パートナーズI」を通し、物流ポートフォリオ取得[14]。
- 2012年12月、東京証券取引所に最大規模の物流特化型J-REITのGLP投資法人上場。
- 2013年4月、グローバル・ロジスティック・プロパティーズ株式会社に商号変更[15]。
- 2016年2月、CPPIBと「GLPジャパン・デベロップメント・ベンチャーⅡ」設立。
- 2018年1月、社名を「日本GLP株式会社」に変更。
- 2018年2月、「GLP ジャパン・ディベロップメント・パートナーズⅢ（GLP JDP Ⅲ）」設立。
- 2020年8月、物流特化の日本最大のオープンエンド型私募ファンド「GLP Japan Income Fund （JIF）」設立[16]。2021年1月にセカンドクローズを実施、運用資産54億米ドルとなった[17]。
- 2021年6月、大阪市と連携し東住吉区で物流施設軸の大規模街づくり開発に参画[18]。
- 2021年11月、経営破綻した株式会社F-Powerの電力小売事業を譲受する新会社として、株式会社FPSを設立。

### 事業所
- 大阪オフィス：大阪府大阪市北区角田町8-1 梅田阪急ビルオフィスタワー23階

### 物流プロバイダーの先駆け
日本の物流不動産市場について、2010年時点で日本GLPとプロロジス（AMB含む）で、日本の物流不動産市場の床面積の51％の供給を行なっていた。
日本の物流不動産市場の主要プレーヤーと床面積シェア（2010）
| 順位 | 物件名称               | シェア |
| ---- | ---------------------- | ------ |
| 1    | GLP（日本GLP）         | 26%    |
| 2    | プロロジス             | 15%    |
| 3    | AMB                    | 10%    |
| 4    | ラサール               | 10%    |
| 5    | オリックス             | 7%     |
| 6    | 日ロジファンド投資法人 | 6%     |
| 7    | 日本レップ(グッドマン) | 3%     |
| 8    | 野村不動産             | 3%     |
| 9    | 大和ハウス工業         | 2%     |
| 10   | メープルツリー         | 2%     |
| 11   | 産業ファンド投資法人   | 2%     |
| 12   | 三井不動産             | 1%     |

### 「ALFALINK」シリーズ(超大規模物流施設開発プロジェクト)
「ALFALINK」は、プロジェクト全体の延床面積が約90万㎡超の世界最大規模の物流プロジェクト。
2025年現在で「GLP ALFALINK相模原」「GLP ALFALINK流山」「GLP ALFALINK茨木」「GLP ALFALINK尼崎」「GLP ALFALINK東京昭島」がある。ALFALINKのブランドのコンセプト、ネーミングなどはユニクロや楽天の企業ロゴを手掛けるクリエイティブディレクターの佐藤可士和氏によるものである。物流施設において、レストラン、オープンカフェテリア、ラウンジ、貸会議室 、ランニングコース、イベントスペース＆シェアキッチン、女性用パウダールーム、託児所、レンタルサイクル、VIP送迎、カーシェアリング、大型駐車場、専用バス、宅配ロッカー、コインランドリー、コインシャワー、リング（共用施設棟）、コンビニ、展望デッキ、メインエントランス、センターストリート、ウェルネスエリア、ALCOキッチン、ワーキングスペースなどを施設によって整備。
「ALFALINK」プロジェクト一覧
| プロジェクト       | 物件名称             | 棟数 | 所在             | 総延床面積 | 概要                   |
| ------------------ | -------------------- | ---- | ---------------- | ---------- | ---------------------- |
| 第一号プロジェクト | GLP ALFALINK相模原   | 5棟  | 神奈川県相模原市 | 約65万㎡   | 総開発費用約1400億円   |
| 第二号プロジェクト | GLP ALFALINK流山     | 8棟  | 千葉県流山市     | 約90万㎡   | 延床面積が世界最大規模 |
| 第三号プロジェクト | GLP ALFALINK茨木     | 3棟  | 大阪府茨木市     | 約32万㎡   | 延床面積が関西最大級   |
| 第四号プロジェクト | GLP ALFALINK尼崎     | 2棟  | 兵庫県尼崎市     | 約37万㎡   | 延床面積が関西最大級   |
| 第五号プロジェクト | GLP ALFALINK東京昭島 | 4棟  | 東京都昭島市     | 約52万㎡   | 延床面積が日本最大級   |

### 物流ソリューション（物流テック）
株式会社モノフルにおいて物流向けソリューション開発を行っている。モノフルは、日本GLPのグループ会社の出資により2017年11月に設立。物流業界が抱える課題や、多様化するニーズに応えるために、企業とのパートナーシップを強化し、「ロジスティクス・エコシステム」を推進している。トラックの長時間待機問題を解消するトラック受付/予約サービス「トラック簿」の提供、「配車プラス」、「適材ナビ」などの物流SaaSプロダクトの開発がある。また、モノフルにおいて「物流テック（不動産テック）」に関するスタートアップ企業にVC投資も行なう。東京大学先端科学技術研究センターに設置される「先端物流科学寄付研究部門」へ支援を行い、高度物流人材の育成をバックアップしている。
| モノフルの主なパートナー企業                                                                                      |
| --- |
| あいおいニッセイ同和損保、トランコム、パスコ、フレクト、エアークローゼット、スマートドライブ、souco、Telexistence |

### 提携・物流オートメーション支援
総合商社の三井物産と、トヨタグループの豊田自動織機との3社出資による合弁会社「プラスオートメーション社」を設立。物流施設の自動化に向けた最新のロボットサービス(RaaS)の導入支援を行っている。累計ロボット導入台数は1,000台を超える。
佐川急便などと災害時連携協定を締結し、BCP（事業継続計画）に注力した施設の開発・運営を手がけている。なお、2011年の東日本大震災時には、GLPが保有する物流施設が緊急支援物資の輸送拠点として活用された。
駐車場管理大手のタイムズ２４と予約制駐車場マッチングサービス「B-Times」に関する業務提携をしており、マルチテナント型の大型物流施設内におけるサービスの導入は業界初の取組み。

### 物流とまちづくり
2021年、大阪市から大阪市東住吉区矢田南部地域における開発事業者に選定された。開発プロジェクトの投資総額は約188億円で、地区面積約56,000㎡の中に西側は地域ににぎわいをもたらすエリアとして物流施設2棟と商業施設のある「にぎわいゾーン」と、東側は「憩いとうるおい・スポーツゾーン」として現矢田教育の森公園を移設し、新たに公園を整備する画期的な地域活性化計画。物流施設・商業施設・公園の一体まちづくり開発に初の取り組み。
| まちづくり関連の協定を締結している自治体の事例 |
| ---------------------------------------------- |
| 大阪市、八千代市、茨木市など                   |

### J-REIT運用等
GLPグループの物流施設の運営経験を最大限に活かした投資家の価値の最大化に取り組む資産運用ビジネスを行う。日本でのファンドマネジメント事業における運用資産合計額は約2兆5,000億円である（2021年3月現在）。物流特化型J-REITのGLP投資法人、物流特化型オープンエンド型私募ファンドGLP Japan Income Fundなどを運用する。
「GLP投資法人」（J-REIT）
GLP投資法人は、東証上場（J-REIT）の物流特化型リート。総資産7,000億円を超える国内最大級のJ-REITで、2021年7月21日時点で、時価総額は8,600億円を超える。
GLP投資法人投資比率上位5物件（取得価格ベース）(2021年6月30日時点)
| 順位 | 物件名称 | 取得価格 | 投資比率 | 用途     |
| ---- | -------- | -------- | -------- | -------- |
| 1    | GLP横浜  | 404億円  | 5.47%    | 物流施設 |
| 2    | GLP東京Ⅱ | 364億円  | 4.92%    | 物流施設 |
| 3    | GLP大阪  | 360億円  | 4.87%    | 物流施設 |
| 4    | GLP尼崎  | 250億円  | 3.38%    | 物流施設 |
| 5    | GLP東京  | 227億円  | 3.07%    | 物流施設 |

GLP投資法人の主な入居テナント（全テナント数147）（2021年6月30日現在）
| 主なテナント名 |
| --- |
| 日立物流、日本通運、センコー、アスクル、ヤマトホールディングス、あらた、日本ロジテム、三井倉庫ロジスティクス、西友 |

詳細は「GLP投資法人」を参照

### ESG（環境・社会・ガバナンス）/ BCP
ESG方針を定め、サステナビリティをビジネス戦略の中核においている。2013年より太陽光発電システムを設置するプロジェクトを立ち上げ、42施設に導入される。日本GLP全体で、年間約6,700万kWhの電力を太陽光により発電している。「GLP 枚方III」が、2020年度「おおさか環境にやさしい建築賞」を受賞。また、東京ボランティア・市民活動センターより2019年の第4回「企業ボランティア・アワード大賞」を受賞。
GLP投資法人においては、不動産セクターの会社・ファンド単位のESG測定ツールの「GRESBリアルエステート評価」において、2020年も最高評価の「5 Star」を取得。上場物流不動産セクターの順位では、世界22社中4位であった。また、環境認証不動産の認証制度である「CASBEE」「BELS」などを始め、2024年までに環境認証の取得割合を80％以上とすることを目指している。2020年9月にJ-REIT初となるサステナビリティボンドを発行、2021年3月にも3度目のサステナビリティボンドを発行している。2014年に設立した「サステナビリティタスクフォース」を2021年4月に「ESG委員会」として新たに組織化するなどESGの取り組みを推進している。
BCPへの対応として、地方自治体と災害協定を締結している。2011年3月に起こった東日本大震災においては、日本GLPの施設は、災害直後に救援物資の保管・配送拠点として稼働するとともに、災害避難場所としての役割を担った。行政との協定体制の構築を進めており、現在では9か所の施設にて地元自治体との災害協定を締結。災害時には近隣住民の避難場所として物流施設を開放し、地域の防災拠点としての役割を果たしている。
| 避難場所に指定されている主な施設                                                                  |
| ------------------------------------------------------------------------------------------------- |
| GLP ALFALINK流山2、GLP大阪Ⅱ、GLP横浜、GLP川島、GLP厚木Ⅱ、GLP吹田、GLP鳴尾浜、GLP圏央五霞、GLP北本 |

### 日本の主な施設
「ALFALINK」シリーズ
| プロジェクト       | 所在             | 物件 |
| ------------------ | ---------------- | --- |
| プロジェクト第一弾 | 神奈川県相模原市 | GLP ALFALINK相模原Ⅰ GLP ALFALINK相模原Ⅱ GLP ALFALINK相模原Ⅲ GLP ALFALINK相模原Ⅳ |
| プロジェクト第二弾 | 千葉県流山市     | GLP ALFALINK流山1(現GLP 流山Ⅲ) GLP ALFALINK流山2(現GLP 流山I) GLP ALFALINK流山3(現GLP 流山Ⅱ) GLP ALFALINK流山4 GLP ALFALINK流山5 GLP ALFALINK流山6 GLP ALFALINK流山7 GLP ALFALINK流山8 |
| プロジェクト第三弾 | 大阪府茨木市     | GLP ALFALINK茨木Ⅰ GLP ALFALINK茨木Ⅱ GLP ALFALINK茨木Ⅲ |
| プロジェクト第四弾 | 兵庫県尼崎市     | GLP ALFALINK尼崎南棟 GLP ALFALINK尼崎北棟 |
| プロジェクト第五弾 | 東京都昭島市     | GLP ALFALINK東京昭島 |

「GLP」シリーズ
| 都道府県 | 物件 |
| -------- | --- |
| 東京都   | GLP 東京、GLP 東京Ⅱ、GLP 新木場、GLP 辰巳、GLP 辰巳Ⅱ a 、GLP 新砂、GLP 綾瀬、GLP 羽村、GLP 若洲 |
| 神奈川県 | GLP 横浜、GLP 川崎、GLP 厚木、GLP 厚木Ⅱ、GLP 座間、GLP 湘南、GLP 平塚Ⅰ、GLP 東扇島 |
| 埼玉県   | GLP 三郷Ⅱ、GLP 三郷Ⅲ、GLP 狭山日高 I、GLP 狭山日高Ⅱ、GLP 狭山日高Ⅲ、GLP 杉戸Ⅱ、GLP 桶川、GLP 岩槻、GLP 春日部、GLP 加須、GLP 川島、GLP 北本、GLP 久喜白岡、GLP 越谷Ⅱ、GLP 杉戸、GLP 新座、GLP 深谷、GLP 吉見               |
| 千葉県   | GLP 船橋、GLP 船橋Ⅱ、GLP 船橋Ⅲ、GLP 八千代、GLP 八千代Ⅱ、GLP 柏、GLP 柏Ⅱ、GLP 習志野Ⅱ、GLP 八千代Ⅲ、GLP 市川、GLP・MFLP 市川塩浜、GLP 浦安、GLP 浦安Ⅱ、GLP 浦安Ⅲ、GLP 松戸、GLP 習志野、GLP 野田吉春、GLP 富里、GLP 袖ケ浦 |
| 茨城県   | GLP 常総、GLP 圏央五霞 |
| 大阪府   | GLP 大阪、GLP 大阪 Ⅱ、GLP 吹田、GLP 枚方、GLP 枚方Ⅱ、GLP 枚方Ⅲ、GLP 舞洲 I、GLP 舞洲 II、GLP 堺、GLP 門真、GLP 摂津、GLP 寝屋川、GLP 津守                                                                                  |
| 兵庫県   | GLP 六甲、GLP 六甲Ⅱ、GLP 六甲Ⅲ、GLP 神戸西、GLP 神戸西Ⅱ、 GLP 西宮、GLP 鳴尾浜、GLP 福崎、GLP 深江浜 |
| 滋賀県   | GLP 滋賀、GLP 野洲、 |
| 奈良県   | GLP 奈良 |
| 愛知県   | GLP 名古屋守山、GLP 小牧、GLP 小牧Ⅱ、GLP 藤前、GLP 東海 |
| 三重県   | GLP 桑名 |
| 北海道   | GLP 江別 |
| 岩手県   | GLP 盛岡 |
| 宮城県   | GLP 仙台、GLP 富谷、GLP 富谷 Ⅳ、GLP 富谷 Ⅳ アネックス、GLP 扇町 |
| 福島県   | GLP 郡山I、GLP 郡山Ⅲ |
| 岡山県   | GLP 岡山総社Ⅰ、GLP 岡山総社Ⅱ、GLP 岡山総社Ⅲ、GLP 早島、GLP 早島Ⅱ |
| 広島県   | GLP 広島 |
| 福岡県   | GLP 福岡粕屋、GLP 福岡小郡 |
| 佐賀県   | GLP 基山、GLP 鳥栖Ⅰ |
| 沖縄県   | GLP沖縄浦添 |